# Depresiunea Beiușului
Depresiunea Beiușului, cunoscută și sub denumirea de Depresiunea Crișului Negru, numită în trecut Țara Beiușului, este situată în Județul Bihor, fiind mărginită la nord de Munții Pădurea Craiului, la est și sud-est de Munții Bihorului-Vlădeasa, la sud-vest de Munții Codru-Moma iar în nord-vest depresiunea comunică cu marea Câmpie de Vest (Banato-Crișană).
Această depresiune, cu suprafața de 825 kmp (10,94% din suprafața județului și 0,34% din cea a României), este împărțită în două mari subdiviziuni: Depresiunea Holodului la nord și Depresiunea Beiuș-Vașcău în sud.

## Relief
Relieful a avut o geneză și o evoluție legată de zonele înconjurătoare- Munții Apuseni și Câmpia de Vest, s-a scufundat față de munții înconjurători în timpul  neozoicului; râurile au dat un relief de eroziune și au determinat acumulări aluvionare în timpul cuaternarului. Dealurile au o structură piemontană și la rândul lor închid mici depresiuni ocupate de așezări umane.:p.36
Sub nivelul dealurilor se găsesc luncile râurilor, locuite și exploatate în agricultură.
Alte forme de relief sunt defileele și cheile- Defileul Crișului Negru între Uileacu de Beiuș și Șoimi 18 km, Cheile Tărcăiței, Fizișului, Holodului, între Sitani și Luncasprie.
Rocile depresiunii cuprind nisip, pietrișuri, gresii și conglomerate, argile, marne, calcare.
Terase. p.40

## Climă
Clima Depresiunii Beiușului este condiționată de așezarea sa în partea de sud-est a județului Bihor la adăpostul Munților Codru Moma și Bihorului care se opun pătrunderii maselor de aer polar continentale din spre est.Depresiunea Beiușului are un climat temperat continental moderat,  temperat-continental, sub influența maselor de aer vestice ce vin dinspre Oceanul Atlantic. p.41

## Hidrografie
Apele curgătoare care străbat relieful Depresiunii Beiușului aparțin bazinului hidrografic al Crișului Negru (supr. Bazinului 4476km, lungimea 144km).
Crișul Negru are în depresiune o poziție axială primind din dreapta afuenți din Munții Bihorului si Pădurea Craiului :Crișul Băitei, Crișul Pietros, Valea  Nimăiesti, Valea Roșia, Valea Holod, Valea Meziad iar din partea stângă din Munții Codru Moma afluentți   minori :Tărcaița, Finiș, Șoimi.

## Floră și Faună
Deși în mare parte vegetația naturală a fost înlăturată și înlocuită cu vegetație de culturi agricole, vegetația naturală se găsește în locuri mai greu accesibile pentru om .În lunci vegetația naturală este formată   de  vegetația măruntă caracteristică :  arbuști (răchită) și arbori (salcii, arini) iar în apropierea așezărilor umane, nuci plantați.  
Pe dealurile depresiunii apar în alternanță atât vegetație naturală cât și vegetație introdusă de către om. Vegetația naturală cuprinde pajiști (pășuni și fânețe), sau păduri compacte sau în pâlcuri, de goruni (Quercus petraea) sau de fag (Fagus sylvatica), sau păduri de amestec gorun-fag.De exemplu   pădurea de pe Bîtii, Măgura Răbăganilor, Pădurea Delani, Pădurea Dumbrava etc.

## Arii protejate
Situl  Defileul Crișului Negru   este localizat în partea de vest a Munților Apuseni și se suprapune peste contactul dintre două unități geografice distincte, Munții Codru Moma care deține tot arealul situat la sud de râul Crișul Negru, și Depresiunea Beiușului, care include partea situată la nord de râu.  Situl Defileul Crișului Negru are o suprafață totală de 2202,8 ha. din care 1481,5 ha - 67,26% aparțin teritoriului munților Codru Moma, iar 721,3 ha - 32,74% se găsesc pe teritoriul depresiunii Beiuș. 

## Populație
Populația Depresiunii Beiuș, este apreciată la circa 110 000 de locuitori, răspândită mai ales în partea centrală și apoi în regiunile marginale ale depresiunii. Majoritatea locuitorilor sunt români alături de care găsim maghiari în Beiuș și în câteva sate din jurul Beiușului (Remetea, Tărcaia, Finiș, Uileacu de Beiuș etc.) precum  și rromi la marginea unor localități rurale ca Răbăgani, Dobrești, Șuncuiuș de Beiuș etc.

## Așezări
- Urbane: În cadrul depresiunii se găsesc patru orașe: Beiuș (peste 13 000 locuitori), Ștei (peste 10 000 loc.)   Vașcău (circa 5 000 loc., în prezent 3 049 loc.) și Nucet (cca 3 000 loc.).
- Rurale :  În zonă găsim 163 de sate, grupate în 27 de comune.[4]

## Repere istorice industriale
Încă de la mijlocul secolului al XIV-lea în Țara Beiușului se afla cea mai mare parte a Domeniului Beiuș al Episcopiei Romano-catolice de Oradea cu sediul și administrația în Beius, domeniu care dezvoltă în zonă activități de exploatare și prelucrare primară a lemnului, activități de exploatare și prelucrare a minereurilor de fier, cupru și metale prețioase, a marmurei, diverse manufacturi și ateliere meșteșugărești de fierărie, tăbăcărie, cizmărie, tâmplărie, croitorie, comerț etc., în cadrul cărora munceau un important număr de salariați. În a doua jumătate a secolului al XVIII-lea constituindu-se și breslele.Datorită dezvoltării economice autoritățile imperiale ale vremii încă de la mijloc de veac al XIV-lea acordă Beiușului dreptul de a organiza peste an 4 târguri de țară și târgul săptămânal de fiecare joi.
La nivelul anului  1900 și în Beiuș apare mica industrie exprimată în câteva unități cuprinzând între 25-30 de salariați.
După primul război mondial   Tara Beiușului era lipsită de industrie cu o populație săracă ce dispunea de insuficiente mijloace de trai. La reforma agrară din 1921, în Beiuș sunt împroprietărite 144 persoane cu terenuri în intravilan și 108 cu terenuri în extravilan. La finele anului 1930 în Beiuș sunt aproximativ 119 comercianți și tot atâția meseriași la o populație de 4293 locuitori : Întreprinderea economică moara sistematică, Uzina electrică (1910), Fabrica de gheață și moara de ulei S.A. (1931) Fabrica de cărămidă, Fabrica de spirt, Fabrica de biscuiți etc. Apar unități de interes economic printre care: Cooperativa agricolă "Beiușană" (1935), Cooperativa forestieră "Bradul Beiușului" (1937), Cooperativa "Doina învățătorilor" (1944) și altele.
Dezvoltarea economică și demografică a orașului Beiuș a fost destul de lentă până la reforma administrativ-teritorială din 1968, când în oraș sunt amplasate o seamă de instituții având caracter teritorial printre care: Oficiul muncii, ADAS, Oficiul de gospodărire a apelor, Depozitele UJCOOP, Tribunalul teritorial, Judecătoria, filiala Băncii Naționale și altele care au oferit noi locuri de muncă. În anul 1972 a fost data în folosință Fabrica de Mobilă, iar în 1977 intră în producție Fabrica de Mașini de Găurit.
Schimbările de după 1989, trecerea la economia de piață au bulversat viața economică a Beiușului. La ora actuală în municipiu funcționează peste 340 de agenți economici dintre care un număr destul de important au între 300 și 500 de angajați.
Orașul a devenit municipiu în anul 2004.

## Repere culturale
Beiușul și Țara lui